# Bulletin de la Société mathématique de France
Bulletin de la Société mathématique de France（邦訳誌名『フランス数学会会報』）は、フランス数学会から発行される査読付き科学季刊誌。1873年に創刊された。 アンリ・ポワンカレ、エミール・ボレル、エリ・カルタン、アレクサンドル・グロタンディーク、ジャン・ルレイなど、20世紀の有名な数学者の作品を数多く掲載している。Mathematical ReviewsやZbMATHに抄録されている。2023年時のインパクトファクターは0.5。2023年以降はS2O（Subscribe-to-Open）を採用している。